# サラ・オズボーン
サラ・オズボーン（英: Sarah Osborne、あるいはOsbourne、Osburne、またはOsborn c. 1643年 – 1692年5月10日)は、1692年のセイラム魔女裁判で魔女として告発された最初の女性の一人。彼女は取り調べや裁判の結果、ボストンの刑務所に収容されなければならなかった。彼女は1692年5月10日に49歳で刑務所で死亡した。